# Antonio Cattalinich
Antonio Cattalinich (Zara, 11 febbraio 1895 – Milano, 31 ottobre 1981) è stato un canottiere italiano, medaglia di bronzo nella gara di otto con nel Canottaggio ai Giochi olimpici di Parigi 1924.

## Biografia
Fratello di Francesco Cattalinich e Simeone Cattalinich, faceva parte dello stesso equipaggio vincitore della medaglia olimpica ai Giochi di Parigi 1924.

## La canottieri Diadora di Zara
L'equipaggio della Canottieri Diadora  di Zara, rappresentò l'Italia in varie competizioni internazionali a cavallo degli anni 1920 inclusi i Giochi olimpici di Parigi 1924. Pur essendo oggi in Croazia, Zara nel 1924 era italiana e passò alla Jugoslavia solo nel 1947. Appaiono pertanto ingiustificate le polemiche "postume" di alcuni giornali francesi circa la liceità della medaglia italiana ai Giochi olimpici di Parigi 1924.

## Palmarès
| Anno | Manifestazione  | Sede   | Evento   | Risultato |
| ---- | --------------- | ------ | -------- | --------- |
| 1924 | Giochi olimpici | Parigi | Otto con | Bronzo    |